# 朝日平吾
朝日 平吾（あさひ へいご、1890年〈明治23年〉7月26日 - 1921年〈大正10年〉9月28日）は、日本の政治活動家・右翼テロリスト。明治の実業家・安田善次郎を暗殺したことで知られる。

## 経歴
1890年（明治23年）7月26日、佐賀県藤津郡嬉野村不動山に生まれる。長崎県佐世保市に移住。父親は嬉野で蝋屋と油屋を営んだのち、佐世保に移って製茶商で成功し市会議員まで務めた人物で、家は裕福だった。地元の小学校を卒業後、中学に進学するも継母に対する不満などから家出をし、父親の金を頼りに放蕩生活を送った。
1910年（明治43年）に佐賀の第18師団第55連隊第6中隊に入隊し、1914年（大正3年）の第一次世界大戦に衛生兵として山東半島で従軍した。青島戦での功により勲八等に叙せられ旭日章を賜る。
軍での凱旋帰国の後、東京で生活。ここで、馬賊の薄益三（うすき・ますぞう）と知り合い、1916年（大正5年）満洲に渡った。しかし、現地での馬賊隊との連帯がうまくいかず、中国東北部や朝鮮半島を転々とし大陸浪人の身となった。1916年の秋には内田良平の添え書を手に朝鮮銀行奉天支店長を介して大連の福昌公司の支配人となったが、解雇されて朝鮮に再び渡り、懇ろとなった平壌の遊女の殺傷沙汰（遊女の元恋人が遊女を殺して自殺）が新聞種になるなどして再び朝鮮から満洲に入るも度重なる素行不良により奉天総領事から退去命令を受ける。
1919年（大正8年）、失意の内に帰国。実家で家業を手伝ったり株式に目をつけて現物仲買店に勤めたりしたがうまくいかず上京し、九州青年党幹事長の福田天峰の手伝いを始め、応援演説や雑誌『財界の日本』の主幹を務めるなどした。大日本救世団の創設者である大迫尚道元陸軍大将と頭山満の紹介状をそれぞれ得て日蓮宗妙満寺の本多日生に入信を請うたが断られ、そこで友人となった奥野貫とともに静岡の日蓮宗大石寺に入寺するも1920年（大正9年）末に再び上京。奉天時代に知った政治家の大内暢三を訪ね、どこかの神道会に入って日本と朝鮮の融合のための布教師になりたいと紹介状をもらうがそこには行かず、代わりに小石川の宮井鐘次郎が経営する龍生淵倶楽部の神風会(柔道道場)に行き、龍生淵が発行する『忠愛新聞』の編集を2か月ほど手伝ったのち、都市労働者向けの宿泊施設労働ホテルの建設趣意書を持って渋沢栄一や大倉喜八郎ら富豪や有名人から寄付金を集め糊口を凌ぐ。平民青年党、神州義団（右翼団体）等の設立を計画するも挫折。職も転々とし、行く先々で衝突を起こす日々を繰り返し、社会への不満を募らせていった。
1921年（大正10年）、最後の事業と決めて貧民救済事業に乗り出した。渋沢栄一の事務所に事業設立のための寄付金を要求し、断られると切腹しようとしかけ、寄付金百円をせしめることに成功した。だが、この事業も途中で頓挫を余儀なくされた。ちょうどその折、前年3月の戦後恐慌で自身は株で大損し、安田財閥の首領・安田善次郎が株を一手に買い占めてまんまと2,000万円の利益を得たという黒い噂を耳にした。このことが善次郎暗殺を企てるきっかけとなった。
1921年（大正10年）9月27日、善次郎の住む神奈川県中郡大磯町字北浜496にある別邸・寿楽庵に知り合いの弁護士・風間力衛を名乗り、労働ホテル建設について談合したいと申し入れたが、面会を断られた。翌9月28日に門前で4時間ほど粘ったところ、面会が許された。そして午前9時20分ごろ、自宅の応接間（十二畳の部屋）で所持していた刃渡り八寸（約24cm）の短刀で善次郎を刺殺した。しかし、家政婦が警察に通報している間に朝日はその場で所持していた剃刀で咽喉部を切り自殺を遂げた。享年31。朝日は生涯独身だった。
朝日は犯行の直前に投宿していた長生館の女将宛てに『宿賃も支払わずにこんな事になったが、非常に相済まない』との、また佐賀県の父親には『非常な罪を犯す不幸を許して』との手紙を折鞄の中に入れていた。また斬奸状と遺書も持参しており、斬奸状には、「奸富安田善次郎巨富ヲ作スト雖モ富豪ノ責任ヲ果サズ。国家社会ヲ無視シ、貪欲卑吝ニシテ民衆ノ怨府タルヤ久シ、予其ノ頑迷ヲ愍ミ仏心慈言ヲ以テ訓フルト雖モ改悟セズ。由テ天誅ヲ加ヘ世ノ警メト為ス」（現代語訳：悪徳豪商の安田善次郎は巨万の富を築いたがその富豪としての責任を果たしていない。国家社会を無視し、貪欲にして卑しくケチで長らく民衆の恨みを集めている。私はその頑なさを哀れみ仏心と慈しみの言葉で諭そうとしたが悔い改めることはなかった。そのため天誅を加えて世の戒めとする）と記されてあったという。
朝日の葬儀には、全国の労働組合や支援者が善次郎に負けない葬儀をしようと駆け付け、盛大な物になった。また、当時のマスコミや新聞はこぞって朝日を英雄視したため、事件の37日後に起きた原敬暗殺事件を誘発したと言われている。墓は東京都文京区護国寺近くの西信寺にある。
朝日に暗殺された善次郎は、東京大学の安田講堂や日比谷公会堂、千代田区立麹町中学校校地など寄贈をしていたものの、「名声を得るために寄付をするのではなく、陰徳でなくてはならない」として匿名で寄付を行っていたため、生前はこれらの寄付行為は世間に知られず、それが朝日による暗殺の一因になった。安田講堂は死後に善次郎を偲び、一般に安田講堂と呼ばれるようになる。

## 人物
柔道初段の腕前だった。壮士風だが、物優しさと美しい容貌をしていた。面識のあった大内暢三は朝日のことを「いたって正直者で熱情家」だが酒に酔っては悶着を起こし「迷惑（な人物）だった」と語った。

## 登場する作品
- 映画『日本暗殺秘録』 - 演：菅原文太
- 映画『戒厳令』 - 演：辻萬長
- 漫画『テロルの系譜』

## 関連文献
- 伊藤仁太郎「安田善次郎（其二）」『富豪伝』平凡社〈伊藤痴遊全集 続 第9巻〉、1931年11月29日、213-233頁。全国書誌番号:46077405。
- 奥野貫『嗚呼朝日平吾』神田出版社、1922年1月10日。全国書誌番号:42002971。
- 中島岳志『朝日平吾の鬱屈』筑摩書房〈双書zero〉、2009年9月25日。ISBN 978-4480857934。全国書誌番号:21661182。
  - 『テロルの原点　安田善次郎暗殺事件』新潮文庫、2023年2月。ISBN 978-4101365732
- 筒井清忠『近代日本暗殺史』PHP新書、2023年7月。ISBN 978-4569855097